# Wojciech Hyciek
Wojciech Hyciek (?1818 – ?) byl rakouský lékař a politik polské národnosti z Haliče, během revolučního roku 1848 poslanec Říšského sněmu.

## Biografie
Roku 1849 se uvádí jako Adalbert Hyciek, doktor medicíny ve městě Żywiec.
Během revolučního roku 1848 se zapojil do veřejného dění. Ve volbách roku 1848 byl zvolen i na ústavodárný Říšský sněm. Zastupoval volební obvod Żywiec. Tehdy se uváděl coby doktor medicíny. Náležel ke sněmovní levici.
V roce 1867 je zmiňován jako radní ve městě Osvětim. Uspěl i v komunálních volbách roku 1870.